# Europæisk Forum for Psykomotorik
Europæisk Forum for Psykomotorik er en europæisk organisation tilknyttet det afspændingspædagogiske fag. EFP’s formål er at skabe kendskab til afspændingspædagogik og psykomotorik samt at være forum for udviklingssamarbejde på tværs af de europæiske medlemslande indenfor basisuddannelser, forskning og efteruddannelse.